# Konkurs Piosenki Eurowizji Junior 2024
22. Konkurs Piosenki Eurowizji Junior odbył się 16 listopada 2024 w hali Caja Mágica w Madrycie. Koncert zorganizowała Europejska Unia Nadawców i hiszpański nadawca Radiotelevisión Española (RTVE). 
W konkursie wzięło udział 17 państw. Zwyciężył Andria Putkaradze, reprezentant Gruzji z utworem „To My Mom”.

## Lokalizacja

### Miejsce organizacji konkursu
Konkurs Piosenki Eurowizji Junior w 2024 został zorganizowany w Madrycie. Transmisja na żywo odbyła się z areny Caja Mágica w sobotę, 16 listopada.
Był to pierwszy raz, gdy Hiszpania organizowała Konkurs Piosenki Eurowizji Junior, oraz drugi raz, gdy Madryt był miejscem organizacji konkursu z ramienia Europejskiej Unii Nadawców (wcześniej odbył się tu Konkurs Piosenki Eurowizji 1969). Początkowo budżet konkursu przewidziano na 5,5 mln euro, jednak 27 grudnia ogłoszono, że RTVE ostatecznie przeznaczyło na organizację konkursu znacznie wyższą kwotę niż planowano – 7,3 mln euro, a większość wydanej kwoty została przeznaczona na zasoby zewnętrzne, w tym firmy produkcyjne oraz wynajem sprzętu technicznego, studiów i scen.

### Proces wyboru miejsca organizacji

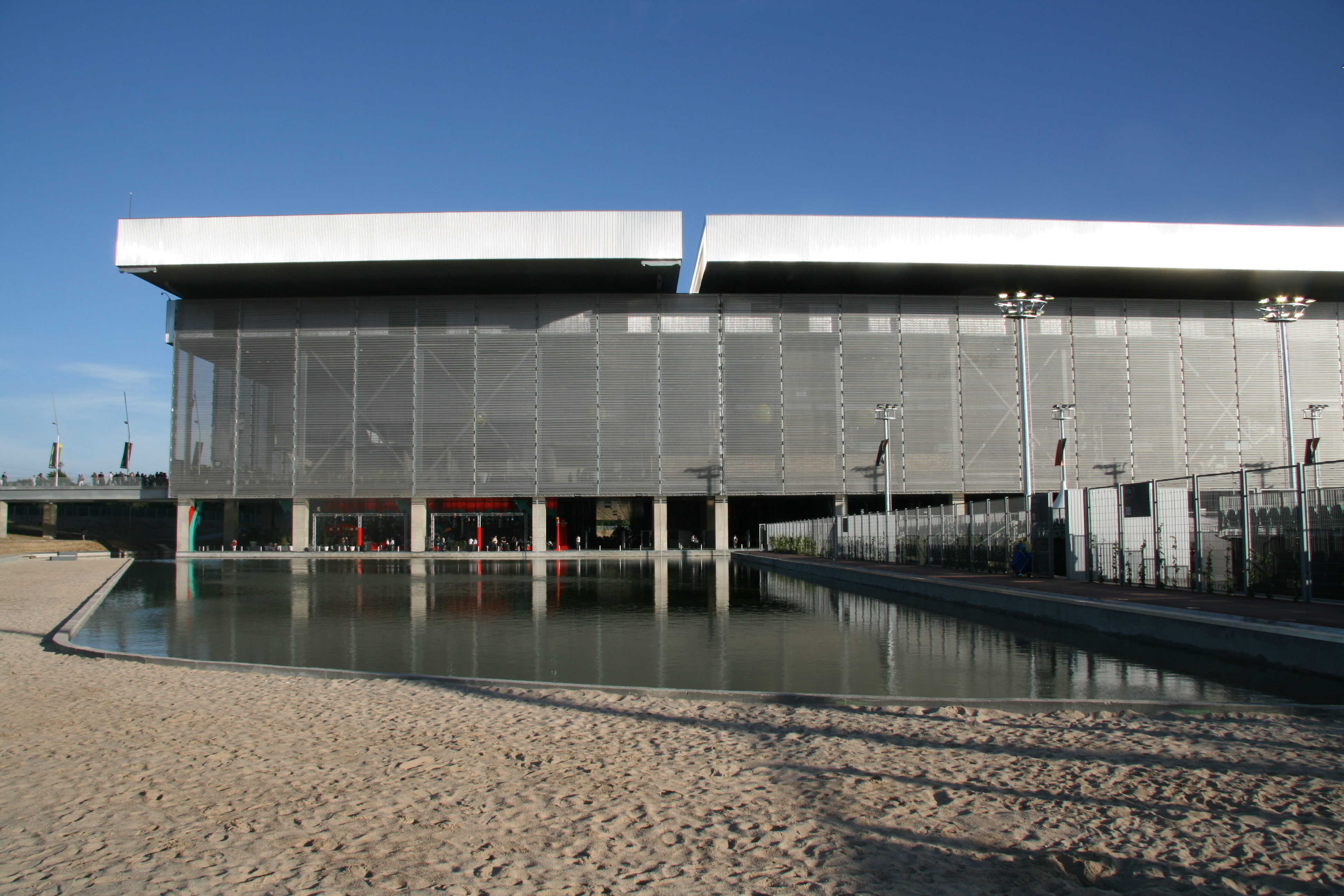
Caja Mágica, miejsce organizacji konkursu

Telewizja France Télévisions otrzymała prawa do organizacji 22. Konkursu Piosenki Eurowizji Junior dzięki wygranej Zoé Clauzure, reprezentantki Francji w konkursie w 2023, lecz niedługo po finale wydarzenia pojawiły się doniesienia medialne, jakoby francuski nadawca nie planował podjąć się organizacji konkursu po raz trzeci, co motywowane miało być m.in. organizacją Letnich Igrzysk Olimpijskich 2024 w stolicy kraju. 27 listopada 2023, tj. dzień po finale konkursu w 2023, dyrektor francuskiej telewizji Stéphane Sitbon-Gomez w wywiadzie dla dziennika 20 Minutes poinformował, że nadawca nie podjął natychmiastowej decyzji dotyczącej organizacji wydarzenia na terenie kraju, dodając: „jest wiele krajów, które chcą organizować to wydarzenie. Nie chcemy, aby Francja miała monopol na Eurowizję Junior”.
14 lutego 2024 ogłoszono, że konkurs odbędzie się w Hiszpanii, jako iż tamtejszy nadawca Radiotelevisión Española (RTVE) przyjął propozycję przejęcia konkursu po odmowie nadawcy z Francji. Zainteresowanie organizacją widowiska wyrazili alkadowie Barcelony (Jaume Collboni) i Malagi (Francisco de la Torre Prados) oraz Generalitat Valenciana, na terenie Wspólnoty Walenckiej. 12 marca El Confidencial Digital poinformował, że wnioski o organizację konkursu mieli złożyć przedstawiciele Barcelony, Malagi, Grenady, Saragossy oraz Walencji. Kilka dni później zainteresowanie wycofała rada miasta Saragossy. Następnie 16 kwietnia dziennik El Plural doniósł, jakoby faworytem do zorganizowania konkursu była Barcelona. 23 kwietnia Barcelona wycofała się jednak z przetargu ze względu na niedostępność obiektów Palau Sant Jordi oraz Fira de Barcelona.
10 maja na konferencji prasowej zorganizowanej w ramach Konkursu Piosenki Eurowizji 2024 ogłoszono, że konkurs odbędzie się w Madrycie.

## Organizacja

### Projekt graficzny konkursu, sceny i trofeum

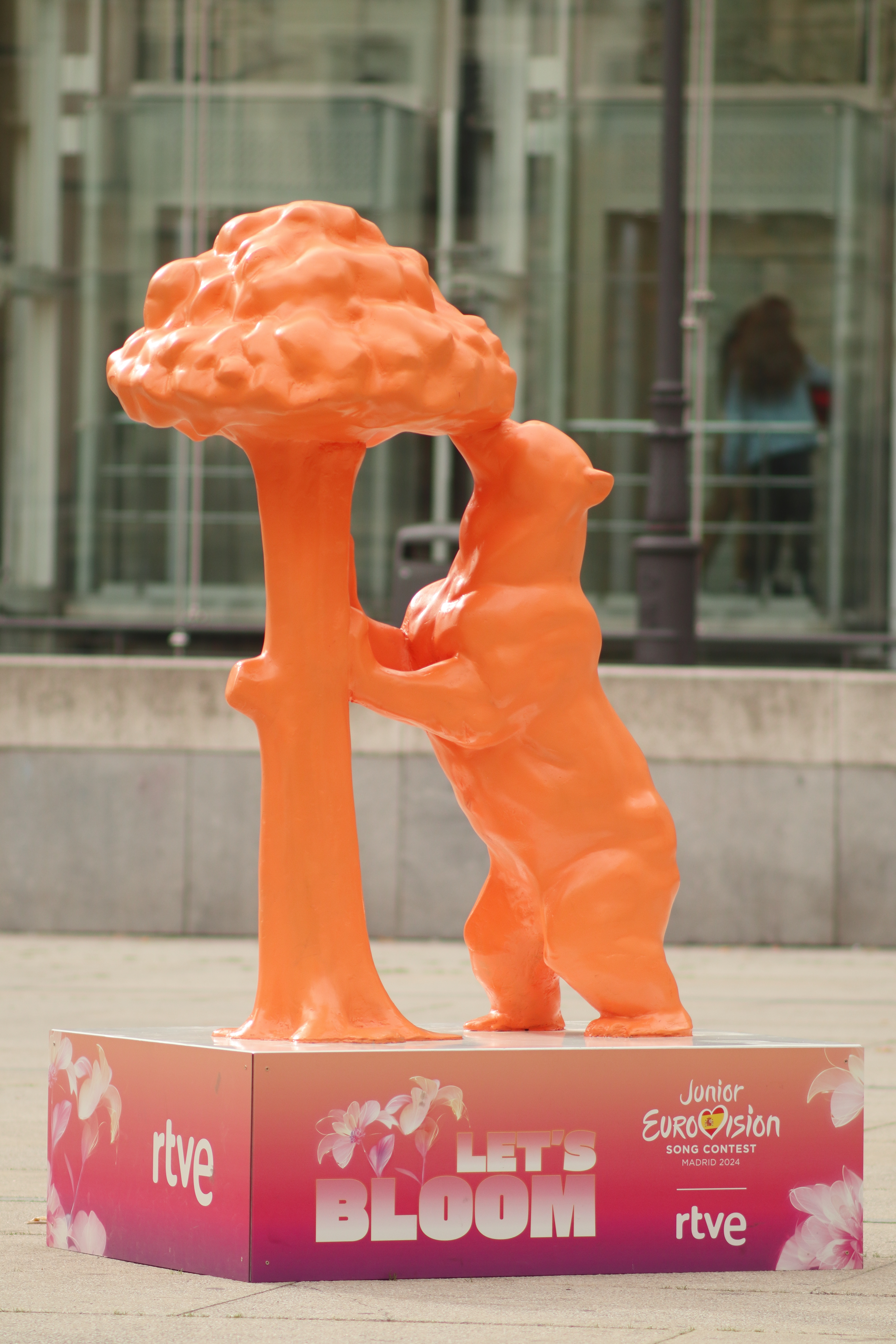
Replika Posąg Niedźwiedzia i Drzewa Truskawkowego, udekorowana w plakaty promocyjne z motywem graficznym konkursu

3 września 2024 hiszpańskie media fanowskie doniosły jakoby hasło przewodnie konkursu miało brzmieć Let’s Bloom (tłum. Rozkwitnijmy), co jeszcze tego samego dnia zostało potwierdzone przez organizatorów; zaprezentowali oni również oficjalną oprawę graficzną konkursu, której głównym motywem był rozkwitający kwiat, nawiązujący do „rozkwitu młodych artystów występujących na scenie”. Ponadto ujawniono, że koncepcja ta zostanie wykorzystana także w pocztówkach, tj. krótkich filmach, które poprzedzają każdy występ konkursowy, w których każdy artysta będzie mógł połączyć slogan z interpretacją koncepcji związanej z wartościami konkursu. W procesie tworzenia pocztówek w dużej mierze użyto sztucznej inteligencji.
Również tego dnia organizatorzy przedstawili oficjalny projekt sceny, którego inspiracją był „kwitnący ogród”. Scenografia ma być prosta oraz „nowoczesna”, a jej centralny element – pionowy ekran LED o wymiarach 19 metrów wysokości na 11 metrów szerokości – miała symbolizować „pionowość cyfrowego świata” i przypominać wyświetlacz smartfona.
14 listopada organizatorzy zaprezentowali nowy projekt statuetki dla zwycięzcy konkursu, która była złożona z kryształowej podstawy oraz szklanej kuli, na której widnieje logotyp konkursu, i według organizatorów miała przypominać różdżkę.

### Prowadzący
12 września 2024 ogłoszono, że finał konkursu poprowadzą: aktor Marc Clotet, reprezentantka Hiszpanii w 17. Konkursie Piosenki Eurowizji Junior (2019) w Gliwicach, Melani García oraz reprezentantka Hiszpanii w 59. Konkursie Piosenki Eurowizji (2014) w Kopenhadze, Ruth Lorenzo.

### Data i czas emisji konkursu
10 maja 2024 podczas konferencji prasowej zorganizowanej w ramach 68. Konkursu Piosenki Eurowizji ogłoszono, że konkurs odbędzie się w sobotę; był to pierwszy konkurs zorganizowany tego dnia tygodnia od 2015. 21 czerwca niemiecki nadawca Kika w artykule na temat konkursu ujawnił, że odbędzie się on o godz. 18:00 czasu środkowoeuropejskiego (CET). 5 listopada szefowa francuskiej delegacji Alexandra Redde-Amiel w wywiadzie dla fanowskiego portalu L'Eurovision au Quotidien następująco skomentowała zmianę daty i czasu emisji konkursu: „ze względu na różnicę czasu w niektórych krajach niemożliwa jest transmisja programu w godzinach największej oglądalności. Konsensus osiągnięto około soboty o godzinie 18:00, a ta transmisja zapewnia doskonałą widoczność konkursowi”. Dodała również, że owa zmiana stanowi wyłącznie test i wyniki oglądalności będą przedmiotem oceny dla poszczególnych nadawców po konkursie.

### Zmiana systemu prezentacji punktów jurorskich
Podczas próby jurorskiej finału konkursu 15 listopada po raz pierwszy zastosowano nowy system prezentacji punktów od jury, mający na celu skrócenie procedury. Mianowicie, prowadzący konkurs zaprezentowali w kolejności rosnącej sumę punktów, którą każde z krajów otrzymało po zliczeniu pojedynczych not otrzymanych z każdego państwa, tj. od zliczenia wszystkich not jednopunktowych do tych ośmio- i dziesięciopunktowych, z wyjątkiem najwyższej noty 12 punktów, którą zgodnie z eurowizyjną tradycją ogłosił sekretarz danego państwa; system prezentacji punktów od internautów pozostał identyczny jak w poprzednich latach. System ostatecznie został również wprowadzony w finale, mimo krytyki ze strony fanów konkursu. 21 listopada producentka wykonawcza konkursu Ana María Bordas ujawniła, że zmiany zostały wprowadzone w celu zmniejszenia stresu u uczestników konkursu.

## Kraje uczestniczące
3 września 2024 EBU opublikowała pełną listę uczestników konkursu. W finale wzięli udział reprezentanci z 17 państw. Po siedmiu latach nieobecności do konkursu powrócił Cypr, oraz po dziewięciu latach, pomimo wcześniejszego potwierdzenia braku udziału, San Marino. Z udziału w konkursie wycofała się telewizja z Wielkiej Brytanii.

### Finał
1 października podczas spotkania szefów delegacji odbyło się losowanie, w którym wylosowany został pierwszy i ostatni występ oraz numer startowy kraju-gospodarza (Hiszpanii). Szczegółowa kolejność występów została podana do wiadomości publicznej 10 października.
| Lp. | Kraj               | Wykonawca         | Utwór                  | Język                   | Miejsce | Punkty |
| --- | ------------------ | ----------------- | ---------------------- | ----------------------- | ------- | ------ |
| 1   | Włochy             | Simone Grande     | „Pigiama party”        | włoski, angielski       | 9       | 98     |
| 2   | Estonia            | Annabelle         | „Tänavad”              | estoński                | 14      | 55     |
| 3   | Albania            | Nikol Çabeli      | „Vallëzoj”             | albański                | 7       | 126    |
| 4   | Armenia            | Leo               | „Cosmic Friend”        | ormiański, angielski    | 8       | 125    |
| 5   | Cypr               | Maria Pisaridi    | „Crystal Waters”       | grecki, angielski       | 13      | 60     |
| 6   | Francja            | Titouan           | „Comme ci, comme ça”   | francuski               | 4       | 177    |
| 7   | Macedonia Północna | Ana i Ałeksej     | „Marathon”             | macedoński, angielski   | 16      | 54     |
| 8   | Polska             | Dominik Arim      | „All Together”         | polski, angielski       | 12      | 61     |
| 9   | Gruzja             | Andria Putkaradze | „To My Mom”            | gruziński               | 1       | 239    |
| 10  | Hiszpania          | Chloe DelaRosa    | „Como la Lola”         | hiszpański              | 6       | 144    |
| 11  | Niemcy             | Bjarne            | „Save the Best for Us” | niemiecki, angielski    | 11      | 71     |
| 12  | Holandia           | Stay Tuned        | „Music”                | niderlandzki, angielski | 10      | 91     |
| 13  | San Marino         | Idols SM          | „Come noi”             | włoski                  | 17      | 47     |
| 14  | Ukraina            | Artem Kotenko     | „Hear Me Now”          | ukraiński, angielski    | 3       | 203    |
| 15  | Portugalia         | Victoria Nicole   | „Esperança”            | portugalski, hiszpański | 2       | 213    |
| 16  | Irlandia           | Enya Cox Dempsey  | „Le chéile”            | irlandzki               | 15      | 55     |
| 17  | Malta              | Ramires Sciberras | „Stilla ċkejkna”       | maltański               | 5       | 153    |

## Wyniki
| Wyniki jurorów i internautów | Wyniki jurorów i internautów | Wyniki jurorów i internautów | Wyniki jurorów i internautów | Wyniki jurorów i internautów |
| Miejsce                      | Jurorzy                      | Punkty                       | Internauci                   | Punkty                       |
| ---------------------------- | ---------------------------- | ---------------------------- | ---------------------------- | ---------------------------- |
| 1                            | Gruzja                       | 180                          | Portugalia                   | 117                          |
| 2                            | Ukraina                      | 122                          | Ukraina                      | 81                           |
| 3                            | Francja                      | 103                          | Malta                        | 79                           |
| 4                            | Portugalia                   | 96                           | Francja                      | 74                           |
| 5                            | Albania                      | 82                           | Hiszpania                    | 64                           |
| 6                            | Hiszpania                    | 80                           | Gruzja                       | 59                           |
| 7                            | Armenia                      | 76                           | Holandia · Niemcy            | 57                           |
| 8                            | Malta                        | 74                           | Holandia · Niemcy            | 57                           |
| 9                            | Włochy                       | 52                           | Cypr                         | 50                           |
| 10                           | Holandia                     | 34                           | Armenia                      | 49                           |
| 11                           | Macedonia Północna           | 20                           | Polska                       | 48                           |
| 12                           | Irlandia                     | 15                           | San Marino · Włochy          | 46                           |
| 13                           | Niemcy                       | 14                           | San Marino · Włochy          | 46                           |
| 14                           | Estonia                      | 14                           | Albania                      | 44                           |
| 15                           | Polska                       | 13                           | Estonia                      | 41                           |
| 16                           | Cypr                         | 10                           | Irlandia                     | 40                           |
| 17                           | San Marino                   | 1                            | Macedonia Północna           | 34                           |

### Głosowanie
| Uczestnicy         | Suma punktów | Punkty od internautów | Punkty od jury | Punkty od jury | Punkty od jury | Punkty od jury | Punkty od jury | Punkty od jury | Punkty od jury     | Punkty od jury | Punkty od jury | Punkty od jury | Punkty od jury | Punkty od jury | Punkty od jury | Punkty od jury | Punkty od jury | Punkty od jury | Punkty od jury |
| Uczestnicy         | Suma punktów | Punkty od internautów | Włochy         | Estonia        | Albania        | Armenia        | Cypr           | Francja        | Macedonia Północna | Polska         | Gruzja         | Hiszpania      | Niemcy         | Holandia       | San Marino     | Ukraina        | Portugalia     | Irlandia       | Malta          |
| Włochy             | 98           | 46                    |                | 3              | 6              | 8              | 4              | 1              |                    | 6              |                | 2              |                | 4              | 6              | 3              | 2              |                | 7              |
| Estonia            | 55           | 41                    | 2              |                |                |                |                | 6              |                    |                | 1              | 1              | 4              |                |                |                |                |                |                |
| Albania            | 126          | 44                    | 6              | 8              |                | 5              | 7              |                | 1                  | 5              |                | 6              | 7              | 2              | 3              | 8              | 10             | 8              | 6              |
| Armenia            | 125          | 49                    |                | 10             | 2              |                | 1              | 12             | 5                  | 2              | 12             | 4              |                | 7              | 2              | 5              | 6              |                | 8              |
| Cypr               | 60           | 50                    |                |                |                | 4              |                |                | 2                  |                |                |                | 1              |                |                | 1              |                | 2              |                |
| Francja            | 177          | 74                    | 7              | 4              | 5              | 10             | 2              |                | 3                  | 7              | 10             | 5              | 8              | 10             | 7              | 6              | 4              | 10             | 5              |
| Macedonia Północna | 54           | 34                    | 5              |                | 3              | 3              |                |                |                    | 4              |                |                |                | 1              | 1              |                |                |                | 3              |
| Polska             | 61           | 48                    |                |                |                |                |                |                |                    |                |                |                |                |                |                | 2              | 8              | 3              |                |
| Gruzja             | 239          | 59                    | 12             | 12             | 12             | 12             | 12             | 8              | 10                 | 8              |                | 12             | 10             | 12             | 12             | 12             | 12             | 12             | 12             |
| Hiszpania          | 144          | 64                    | 4              | 5              | 7              | 1              | 10             | 3              | 6                  |                | 8              |                | 3              | 5              | 8              | 10             | 3              | 5              | 2              |
| Niemcy             | 71           | 57                    |                | 1              |                | 2              |                | 7              |                    | 1              | 2              |                |                |                |                |                |                | 1              |                |
| Holandia           | 91           | 57                    | 3              |                | 1              | 7              | 3              |                | 4                  | 3              | 3              |                |                |                | 5              |                |                | 4              | 1              |
| San Marino         | 47           | 46                    | 1              |                |                |                |                |                |                    |                |                |                |                |                |                |                |                |                |                |
| Ukraina            | 203          | 81                    | 10             | 7              | 10             |                | 8              | 10             | 12                 | 12             | 5              | 10             | 2              | 8              | 4              |                | 7              | 7              | 10             |
| Portugalia         | 213          | 117                   | 8              | 6              | 8              |                | 5              | 5              | 7                  | 10             | 7              | 8              | 12             | 6              |                | 4              |                | 6              | 4              |
| Irlandia           | 55           | 40                    |                |                |                |                |                | 2              |                    |                | 4              | 3              | 5              |                |                |                | 1              |                |                |
| Malta              | 153          | 79                    |                | 2              | 4              | 6              | 6              | 4              | 8                  |                | 6              | 7              | 6              | 3              | 10             | 7              | 5              |                |                |

## Pozostałe kraje
Aby kraj kwalifikował się do potencjalnego udziału w Konkursie Piosenki Eurowizji Junior, musi być aktywnym członkiem Europejskiej Unii Nadawców. Nie wiadomo, czy Europejska Unia Nadawców wysyła zaproszenia do udziału wszystkim pięćdziesięciu sześciu aktywnym członkom, tak jak ma to miejsce w kwestii Konkursu Piosenki Eurowizji.

### Aktywni członkowie EBU
- Azerbejdżan – 15 sierpnia 2024 azerski nadawca İctimai Televiziya və Radio Yayımları Şirkəti (İTV) poinformował, że nie powróci do udziału w 2024 z uwagi na brak zainteresowania konkursem w kraju, duże koszta uczestnictwa oraz słabe wyniki oglądalności[45]. Stacja podkreśliła jednak, że w przyszłości jeśli znajdzie się odpowiedni i chętny artysta, istnieje możliwość rozważenia przez İTV ponownego uczestnictwa[46].
- Belgia – 31 grudnia 2023 belgijski nadawca Vlaamse Radio- en Televisieomroeporganisatie (VRT) z Flandrii poinformował, że nie rozważał jeszcze ewentualnego powrotu podczas konkursu w 2024[47][48], ale w najbliższych miesiącach rozpatrzy możliwość powrotu do uczestnictwa[49][50]. 22 maja 2024 Annemie Gulickxa, dyrektorka sieci Ketnet(inne języki), będącą dziecięcym kanałem należącym do VRT poinformowała, że stacja nie zorganizuje powrotu do udziału w konkursie ze względu na braki finansowe, ale nie wyklucza powrotu do udziału w 2025[51][52]. Nadawca RTBF z Walonii również stwierdził, że nie powróci do udziału z powodu „niskiego zainteresowania konkursem u publiczności”[53][54].
- Dania – 26 grudnia 2023 szefowa działu dziecięcego duńskiego nadawcy DR Marlene Boel poinformowała, że telewizja nie planuje powrotu na konkurs, komentując: „Jesteśmy bardzo zaangażowani w nasz konkurs dla dzieci MGP Junior(inne języki). Postanowiliśmy jednak przyjrzeć się Konkursowi Piosenki Eurowizji Junior i jego planowanemu rozwojowi w nadchodzących latach i chcemy, aby konkurs był blisko nas i powielał nasze podstawowe wartości wciąż bez naszego udziału w nim”[55][56].
- Finlandia – 25 listopada 2023 Matti Myllyaho, zastępca fińskiego szefa delegacji na Konkurs Piosenki Eurowizji na swoim profilu na Instagramie ujawnił, że został oddelegowany przez nadawcę Yle w celu obserwacji konkursu w 2023[57][58]. 27 grudnia 2023 Markku Mastomäki, szef działu programów dziecięcych Yle poinformował, że stacja nie zorganizuje debiutu Finlandii w konkursie w 2024 z powodu braku środków finansowych, spowodowanych głównie przez inflację[59][60].
- Litwa – 13 listopada 2023 litewski nadawca Lietuvos nacionalinis radijas ir televizija (LRT) poinformował, że będzie transmitował konkurs w 2023 i 2024 by przenalizować wyniki oglądalności konkursu na Litwie. Jeśli będą one dobre, to stacja rozważy powrót do konkursu w 2025 roku po dodatkowej analizie czy mogą sobie na niego pozwolić finansowo[61]. Jednocześnie szef działu nadawczego LRT Andrius Korenka stwierdził, że Litwa nie powróci na konkurs w 2024[61].
- Serbia – 26 maja 2024 szefowa działu rozrywki serbskiego nadawcy Radio-Televizija Srbije (RTS) Olivera Kovačević potwierdziła, że Serbia nie weźmie udziału w konkursie z przyczyn finansowych oraz chęci skupienia się na udziale w Konkursie Piosenki Eurowizji 2024[62][63][64][65].
- Słowenia – 22 lutego 2024 dział prasowy słoweńskiego nadawcy Radiotelevizija Slovenija (RTVSLO) poinformował, że nie zorganizuje powrotu kraju do konkursu, gdyż nie przewidziano go w planie budżetowym stacji na 2024[66][67].
- Wielka Brytania – 21 czerwca 2024 przedstawicielka działu prasowego brytyjskiego nadawcy British Broadcasting Corporation (BBC) Helen Holt potwierdziła, że kraj wycofuje się z udziału bez podania przyczyny[40]. Według doniesień medialnych, powodem miały być „niezadowalające wyniki oglądalności”[68].
  -  Walia – 24 czerwca 2024 walijski nadawca S4C potwierdził, że pomimo wycofania się Wielkiej Brytanii nie powróci do udziału[69]. 16 listopada stacja wytłumaczyła, że nie zorganizowała powrotu Walii w 2024 pomimo rezygnacji Wielkiej Brytanii, ponieważ decyzja o ich rezygnacji zapadła dopiero latem, a to „nie daje S4C wystarczająco dużo czasu na zmianę naszych planów dotyczących konkursu[70][71].

Poniższe kraje potwierdziły, że nie planują powrócić do udziału w konkursie w 2024 bez podania przyczyny:
- Bułgaria –  BNT[72]
- Chorwacja –  HRT[73][74][75]
- Grecja – ERT[76][77][78]
- Izrael – KAN[79][80][81]
- Łotwa – LTV[82][83][84]
- Norwegia – NRK[85]
- Rumunia – TVR[86][87][88]
- Szwajcaria – SRF[89][90]
- Szwecja – SVT[91][92][93]
- Walia –  S4C[94]

Poniższe kraje potwierdziły, że nie planują debiutować podczas konkursu w 2024 bez podania przyczyny:
- Andora – RTVA[95]
- Austria – ORF[96][97]
- Islandia – RÚV[98][99]
- Luksemburg – RTL Télé Lëtzebuerg[100][101]
- Słowacja – RTVS[102]
- Szkocja – BBC Alba[103][104]

### Stowarzyszeni członkowie EBU
- Australia – 25 marca 2024 australijski nadawca Special Broadcasting Service (SBS) poinformował, że nie planuje organizować powrotu Australii w 2024 roku, jednocześnie nie wyjaśniając powodów swojej decyzji[105][106][107]. 2 kwietnia 2024 dział prasowy australijskiego nadawcy Australian Broadcasting Corporation (ABC) również poinformował, że nie planuje organizować powrotu Australii w 2024 roku, także nie wyjaśniając powodów takowej decyzji[108][109]. To oznacza, że Australia nie jest w stanie wrócić na konkurs w 2024, gdyż obie stacje które mogłyby zorganizować powrót wykluczyły takową możliwość.
- Kazachstan – mimo wycofania się z konkursu w 2023 roku, krajowy nadawca Khabar wyjawił, że skupi się na zorganizowaniu najlepszych warunków do powrotu kraju w 2024[110]. 26 listopada 2023 poprzez swojego oficjalnego partnera medialnego ds. Konkursu Piosenki Eurowizji Junior nadawca napisał: „tęskniliśmy za Eurowizją Junior, do zobaczenia w przyszłym roku”[111]. 22 sierpnia 2024 Żamila Muchamiedżarowa, menedżerka ds. pozyskiwania treści nadawcy Khabar poinformowała, że telewizja nie zorganizuje powrotu kraju na konkurs w 2024 przez zbyt wysokie koszta finansowe[112][113].

### Członkowie spoza EBU
- Białoruś – 1 lipca 2024 roku planowo wygasnąć miało trzyletnie wykluczenie białoruskiego nadawcy Biełteleradyjokampanija (BTRC) z Europejskiej Unii Nadawców[114][115][116]. Mimo tego, EBU w kwietniu 2024 ujawniło, że zawieszenie BTRC ma charakter bezterminowy, oraz dodała, iż „w chwili obecnej nie ma powodu, abyśmy zmieniali swoje stanowisko”, co na ten moment uniemożliwia udział Białorusi[117][118].

## Sekretarze, nadawcy publiczni i komentatorzy

### Sekretarze
Poniższy spis uwzględnia poszczególne nazwiska osób, które zostały ogłoszone publicznie i podały punkty od jury każdego poszczególnego państwa w finale konkursu.

- Albania – Anna Gjebrea
- Armenia – Nane Andreasjan (reprezentantka Armenii w konkursie w 2023 jako członkini grupy Yan Girls)
- Cypr – Patroklos Patroklu[119]
- Estonia – Arhanna (reprezentantka Estonii w konkursie w 2023)[120]
- Francja – Lissandro (zwycięzca konkursu w 2022)[121]
- Gruzja – Anastasia Wasadze (reprezentantka Gruzji w konkursie w 2023)[122]
- Hiszpania – Carlos Higes (reprezentant Hiszpanii w konkursie w 2022)[120]
- Holandia – Veronika[123]
- Macedonia Północna – Aleksandra Mitewska
- Malta – Yulan (reprezentantka Malty w konkursie w 2023)[124]
- Polska – Maja Krzyżewska (reprezentantka Polski w konkursie w 2023)[120]
- Portugalia – Júlia Machado (reprezentantka Portugalii w konkursie w 2023)[125]
- Ukraina – Anastasija Dymyd (reprezentantka Ukrainy w konkursie w 2023)[120]

### Komentatorzy
Poniższy spis uwzględnia nazwiska komentatorów poszczególnych nadawców publicznych transmitujących widowisko.
Kraje uczestniczące w konkursie
- Albania – Andri Xhahu(inne języki) (RTSH 1)[126]
- Armenia – Hraczuhi Utmazian(inne języki) i Sevak Hakobyan(inne języki) (H1)[127]
- Cypr – Kiriakos Pastidis (RIK 2, RIK Sat(inne języki))[128]
- Estonia – estoński: Marko Reikop (ETV2), rosyjski: Aleksandr Chobotow i Julija Kalenda (ETV+)[129][130]
- Francja – Stéphane Bern i Valentina (France 2)[131]
- Gruzja – Nikoloz Lobiladze (First Channel Sport)[132]
- Hiszpania – Julia Varela i Tony Aguilar(inne języki) (La 1, TVE Internacional(inne języki))[133], David Asensio i Sara Calvo (RNE)[134], kataloński: Sònia Urbano i Xavi Martínez(inne języki) (La 1, Ràdio 4(inne języki))[135]
- Holandia – Bart Arens i Matheu Hinzen (NPO Start(inne języki), NPO Zapp(inne języki) przez NPO 3[b], NPO 2 Extra(inne języki))[136]
- Irlandia – Louise Cantillon (TG4)[137]
- Macedonia Północna – Eli Tanaskowska (MRT 1)[138]
- Malta – brak komentatora (TVM)[139]
- Niemcy – Consi(inne języki) (Kika)[140], Annika Witzel i Max Plate (MausLive(inne języki) przez WDR 5)[141]
- Portugalia – Nuno Galopim i Carina Jorge (RTP1, RTP África(inne języki), RTP Internacional(inne języki))[142]
- Polska – Artur Orzech (TVP2, TVP Polonia)[143][144]
- San Marino – Mirco Zani i Roberto Bagazzoli (San Marino RTV(inne języki))[145]
- Ukraina – Timur Mirosznyczenko (Suspilne Kultura)[146]
- Włochy – Kaze, Mario Acampa i Simone Barlaam(inne języki) (Rai 2, RaiPlay(inne języki))[147][148]

Kraje nieuczestniczące w konkursie
- Chorwacja – Duško Ćurlić(inne języki) i Nika Turković (HRT 2)[149]
- Litwa – Ramūnas Zilnys (LRT Plius)[150]
- Luksemburg – Eric Lehmann i Raoul Roos (RTL Zwee)[151]